# Sub ploaia atomică (film)

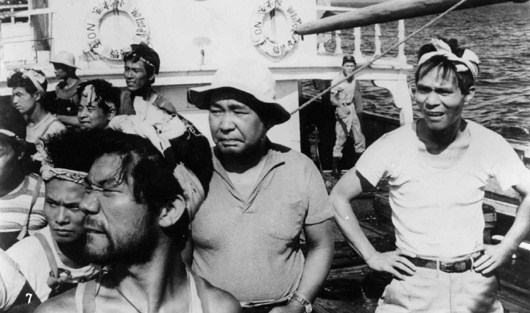
Scenă din film cu Jukichi Uno (dreapta)

Sub ploaia atomică  (titlul original: în japoneză 第五福竜丸, transliterat: Daigo Fukuryū Maru / Dragonul fericit 5) este un film dramatic japonez, realizat în 1959 de regizorul Kaneto Shindō, protagoniști fiind actorii Jukichi Uno, Nobuko Otowa, Harold Conway, Eitarō Ozawa. 
Filmul este dedicat soartei echipajului ambarcațiunii de pescuit numită „Dragonul fericit 5”, care a căzut victimă radioactivității după explozia de testare a unei bombe nucleare pe atolul Bikini.

## Conținut
În martie 1954, o veche ambarcațiune de pescuit, „Daigo Fukuryū Maru” („Dragonul fericit 5”) pornește din portul Yaizu din Prefectura Shizuoka navigând în largul Pacificului, pentru a prinde pește cu linii de pescuit. În timp ce nava se află în apropierea atolului Bikini, navigatorul navei vede un fulger. Echipajul vine să urmărească ce s-a întâmplat și cu toții își dau seama că s-a produs o explozie atomică. Încep să-și curățe uneltele de pescuit pentru a se întoarce, dar la scurt timp, o cenușa gri începe să cadă pe ambarcațiune. În momentul în care nava a revenit în port, pescarii au devenit maro. După ce au descărcat peștele care trebuie expediat mai departe, merg la medicul local care îi trimite la Tokyo pentru examinare. Se dovedește că toți sunt foarte radiați. Simptomele lor se agravează, iar peștele contaminat provoacă panică. Bărbații sunt internați  spitale din Tokyo, unde operatorul radio Kuboyama, moare din cauza radiațiilor...

## Distribuție
- Jukichi Uno – Manakichi Kuboyama
- Nobuko Otowa – Shizu Kuboyama
- Harold Conway –
- Masao Mishima
- Kikue Mori
- Yasushi Nagata
- Taketoshi Naitō
- Kei Taguchi
- Eitarō Ozawa – guvernatorul
- Koreya Senda – doctorul Kinoshita
- Ippei Sōda
- Taiji Tonoyama